# Lucas De Rossi
Lucas De Rossi (Marseille, 16 augustus 1995) is een Frans wielrenner die sinds 2022 rijdt bij China Glory-Mentech Continental Cycling Team.

## Carrière
Vanaf augustus 2016 mocht De Rossi stage lopen bij Delko Marseille Provence KTM. Tijdens deze stageperiode nam hij onder meer deel aan de Ronde van het Taihu-meer, waar hij tiende werd in het eindklassement en het jongerenklassement op zijn naam schreef. In 2017 werd hij onder meer vijftiende in het eindklassement van de Grote Prijs Priessnitz spa, negende in dat van de Ronde van Portugal van de Toekomst en achtste in het nationale kampioenschap op de weg voor beloften.
In 2018 werd De Rossi prof bij Delko Marseille Provence KTM, de ploeg waar hij twee jaar eerder al stage had gelopen. In zijn tweede seizoen bij de Franse ploeg werd hij onder meer vijfde in het eindklassement van de Ronde van Almaty en twaalfde in de Japan Cup.

## Overwinningen
2016
Jongerenklassement Ronde van het Taihu-meer

## Resultaten in voornaamste wedstrijden
|      | \| Jaar \| Waalse Pijl \| \| ---- \| ----------- \| \| 2018 \| opgave \| |
| Jaar | Waalse Pijl                                                              |
| 2018 | opgave                                                                   |

## Ploegen
- 2016 –  Delko Marseille Provence KTM (stagiair vanaf 1 augustus)
- 2018 –  Delko Marseille Provence KTM
- 2019 –  Delko Marseille Provence
- 2020 –  NIPPO DELKO One Provence
- 2021 –  DELKO
- 2022 –  China Glory Continental Cycling Team
- 2023 –  China Glory Continental Cycling Team
- 2024 –  China Glory-Mentech Continental Cycling Team
- 2025 –  China Glory-Mentech Continental Cycling Team

Areruya · Combaud · De Rossi · Di Grégorio · El Fares · Fernández · Filosi · Finetto · Guérin · Jones · Kasperkiewicz · Leveau · Madrazo · Martinez · Michajlov · Moreno · Rodríguez · Šiškevičius · Smukulis · Trarieux · Fedeli (stagiair) · Meyer (stagiair) · Rochas (stagiair)
Areruya · Combaud · De Rossi · El Fares · Fedeli · Fernández · Filosi · Finetto · Grosu · Guérin · Jones · Kasperkiewicz · Leveau · Moreno · Navardauskas · Rochas · Schmidt · Šiškevičius · Trarieux · Carr (stagiair) · Delettre (stagiair) · Guichard (stagiair)